# Noritada Saneyoshi
Noritada Saneyoshi (født 19. oktober 1972) er en tidligere japansk fodboldspiller og træner.
Han har spillet for flere forskellige klubber i sin karriere, herunder Gamba Osaka.